# Brzozogaj
Brzozogaj is een plaats in het Poolse district  Gnieźnieński, woiwodschap Groot-Polen. De plaats maakt deel uit van de gemeente Kłecko en telt 100 inwoners.